# Кассани, Маттия
Матти́я Касса́ни (итал. Mattia Cassani; род. 26 августа 1983[…], Боргоманеро, Пьемонт) — итальянский футболист, игравший на позиции защитника. Бывший игрок сборной Италии.

## Карьера
Маттия Кассани — воспитанник клуба «Ювентус», во время игры за молодёжный состав которого считался одним из лучших игроков клуба. 13 ноября 2002 года Кассани дебютировал в основном составе «Старой Синьоры», заменив Марсело Саласа в гостевом матче Лиги чемпионов с киевским «Динамо». В январе 2003 года Кассани был отдан в аренду в клуб «Сампдория». 12 мая 2003 года он дебютировал, в составе клуба, в матче серии А с «Тернаной», а всего провёл 2 игры. Причиной малого количества минут стали Стефано Саккетти и Ненад Сакич, имевшие твёрдое место в основе команды. В июне 2003 года Кассани вернулся в «Ювентус».
Летом 2003 года Кассани был арендован «Вероной», с возможностью ежегодного продления срока аренды. Всего он провёл в клубе 3 года, став твёрдым игроком стартового состава команды. Также там он получил прозвище «Дзамбротта-младший».
В сезоне 2006/07 Кассани перешёл в «Палермо». Он дебютировал в составе команды 10 сентября 2006 года в матче с «Реджиной» (4:3), а затем играл регулярно и в первом же сезоне помог клубу занять 5-е место в серии А. В следующем сезоне Кассани забил свой первый гол в карьере, поразив ворота своего бывшего клуба, «Ювентуса»; этот мяч принёс росанеро победу над бьянконери со счётом 3:2. 14 октября 2008 года Кассани продлил контракт с клубом до 2013 года. 17 мая 2009 года Кассани достиг отметки в 100 матчей в составе «Палермо». В сезоне 2009/10 Кассани, из-за схем нового главного тренера клуба, Вальтера Дзенги стал центральнообразующим игроком обороны команды. 18 октября 2009 года он достиг отметки в 100 матчей в серии А. 6 декабря того же года Кассани впервые надел капитанскую повязку клуба из-за отсутствия в составе Фабрицио Микколи и Фабио Ливерани.
24 августа 2011 года «Фиорентина» взяла Кассани в аренду с правом выкупа. 2 июля 2012 года «Фиорентина» полностью выкупила трансфер Кассани.

## Международная карьера
В составе сборной Италии Кассани дебютировал 18 ноября 2009 года в товарищеской игре со Швецией, заменив Кристиана Маджо.